# Distretto di Letyčiv
Il distretto di Letyčiv (in ucraino: Летичівський район) è un rajon dell'Ucraina, situato nell'oblast' di Chmel'nyc'kyj. Il suo capoluogo è Letyčiv. Il distretto ha una superficie di 951 chilometri quadrati e una popolazione di 29.209 abitanti.

## Geografia
Il distretto di Letyčiv è situato nella parte orientale dell'oblast' di Chmel'nyc'kyj, al confine tra le regioni storiche della Volinia e della Podolia. Il distretto è attraversato dal fiume Bug meridionale.

## Storia
Il distretto venne istituito il 7 marzo 1923 nel corso della riorganizzazione amministrativa generale della RSS Ucraina. Nel 1959 il territorio del distretto venne ingrandito con l'annessione dei limitrofi distretti di Deražnja, Medzhybizh e Stara Synjava. Nel 1967 di distretti di Deražnja e Stara Synjava vennero ricostituiti e resi nuovamente autonomi.

## Galleria d'immagini

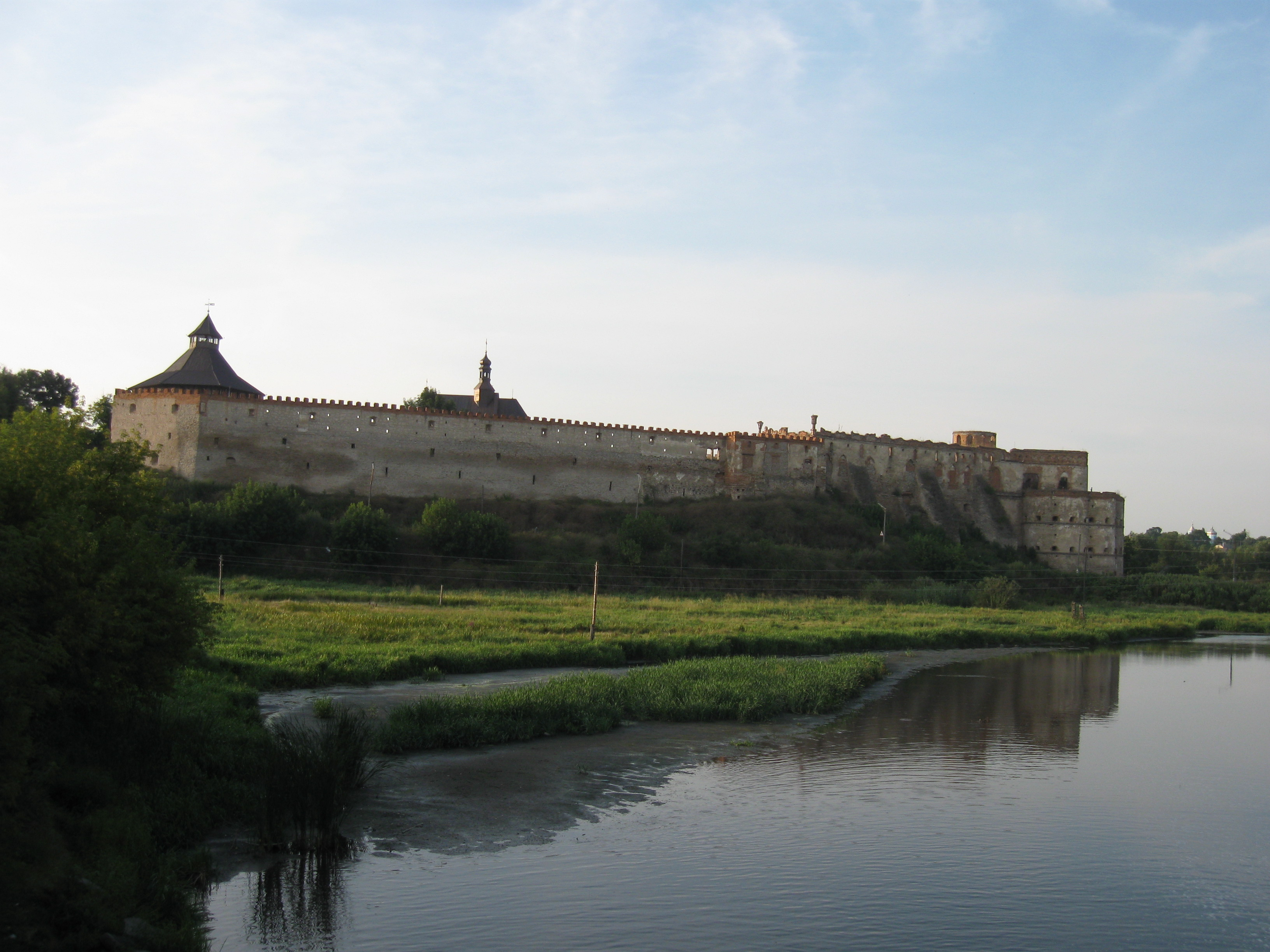
Castello di Medzhybizh
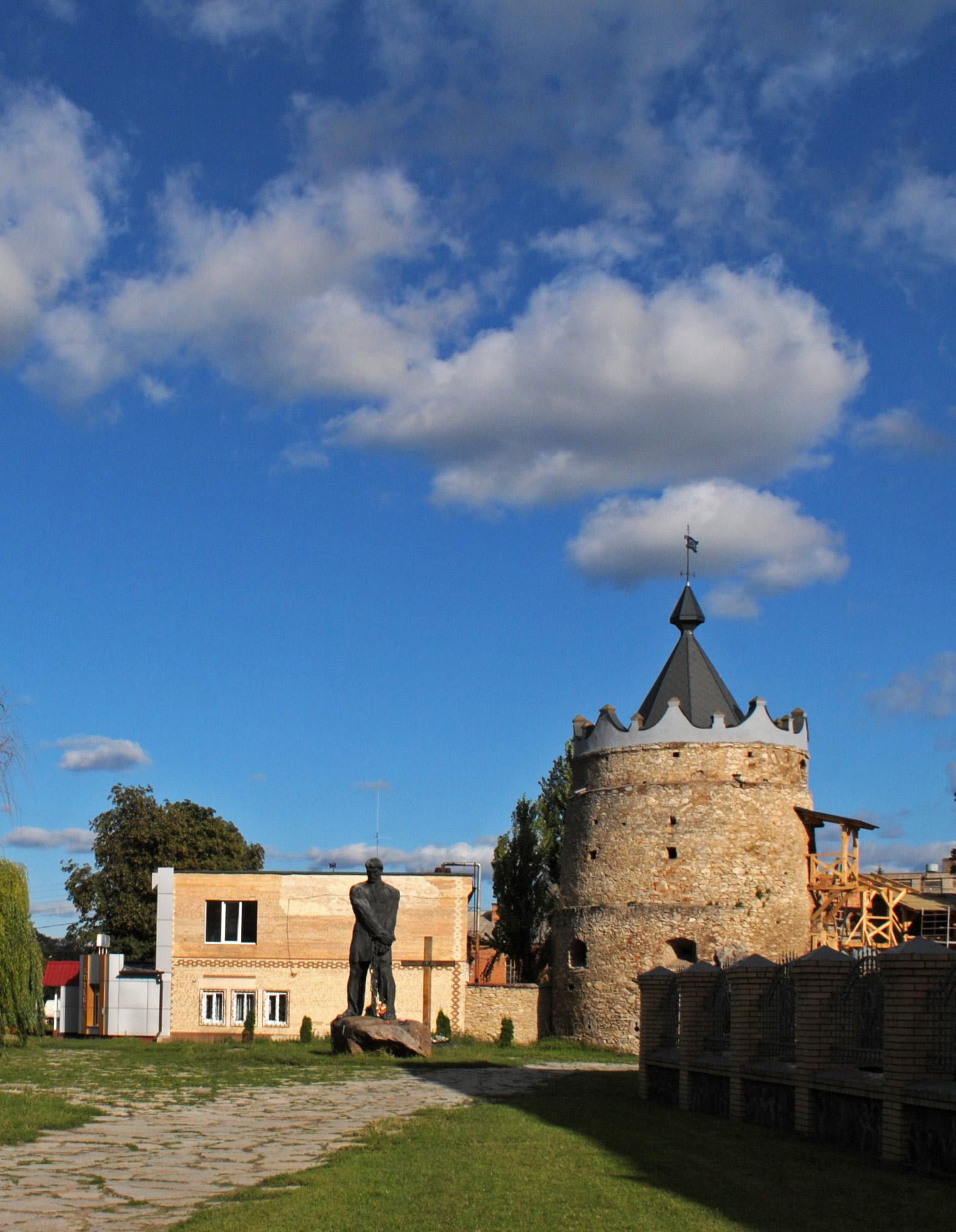
Castello di Letyčiv